# Peter Mandrup Lem
Peter Mandrup Lem, född 1760 i Köpenhamn, död där 12 januari 1828, var en dansk violinist.
Lem utbildades först av sin far, därefter av Johann Hartmann och debuterade som konsertmusiker redan 1770 i Det musikalske Selskab. Året därpå reste han med kungligt understöd till utlandet för att vidareutbilda sig, vistades huvudsakligen i Wien och Italien, återvände 1783 till Köpenhamn, erhöll 1785 fast anställning i Det Kongelige Kapel och efterträdde 1793 Hartmann som konsertmästare. Kort därefter utnämndes han till professor.
Lem intog en framstående ställning inte bara som virtuos och solist, utan även som kammarmusiker och ledare för Det harmoniske Selskabs konserter och var dessutom en framstående lärare. Av samtiden omtalas en rad kompositioner av honom, både symfonier, violinkonserter, pianostycken, ett oratorium och annat, men inget av detta förefaller vara bevarat.